# Richard Blumenthal

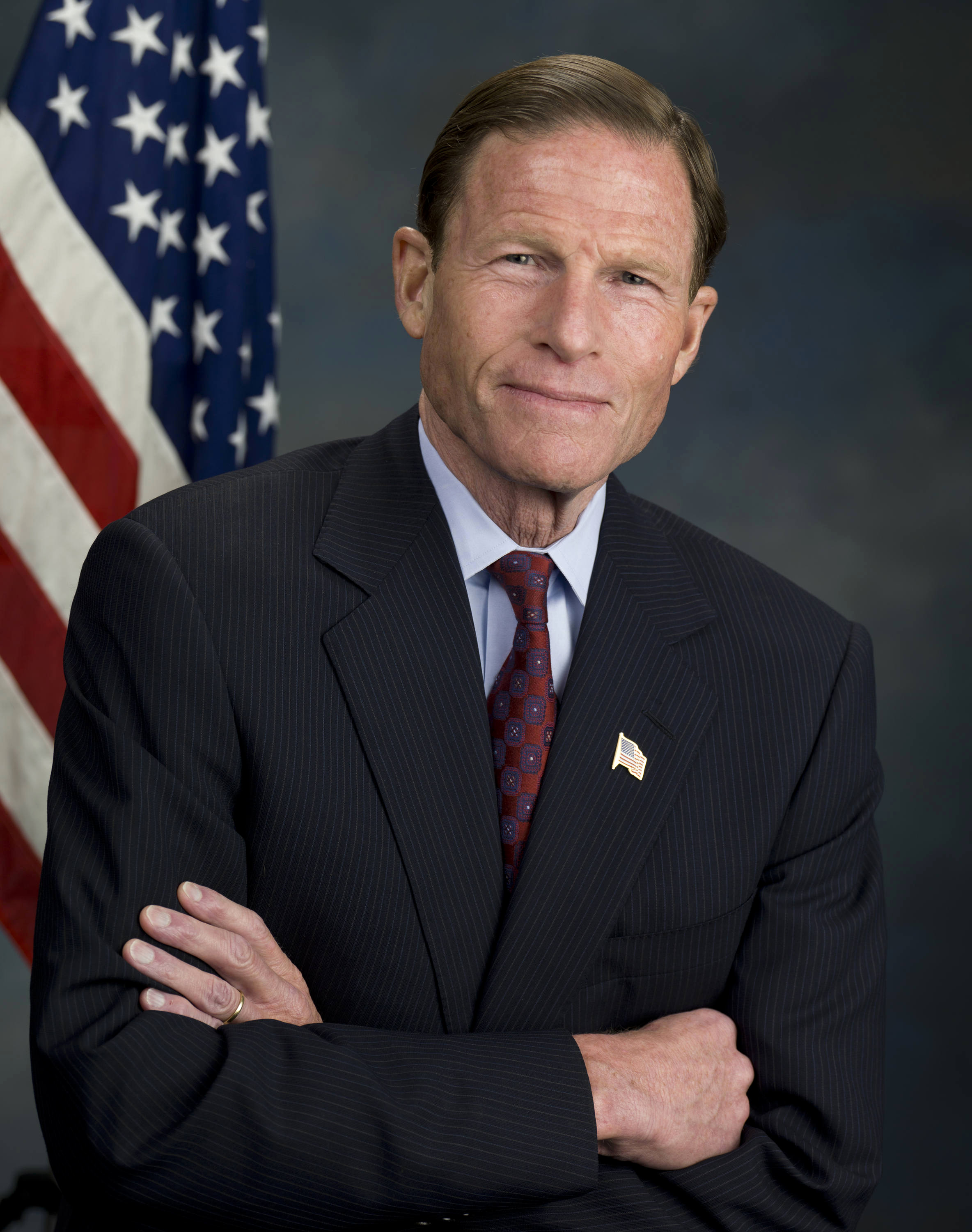
Richard Blumenthal (2011)

Richard Blumenthal (* 13. Februar 1946 in Brooklyn, New York City) ist ein US-amerikanischer Jurist und Politiker der Demokratischen Partei. 
Er sitzt seit Januar 2011 für den Bundesstaat Connecticut im US-Senat.

## Leben
Die Eltern von Blumenthal waren Jane Rosenstock und Martin A. Blumenthal, die als jüdische Immigranten aus Deutschland eingewandert waren. Er studierte nach seiner Schulzeit am Harvard College, am Trinity College in Cambridge und an der Yale Law School Rechtswissenschaften und erlangte 1973 den akademischen Grad eines Juris Doctor. Er arbeitete von 1974 bis 1975 als Hilfskraft (Law Clerk) für Harry A. Blackmun am US Supreme Court. Von 1970 bis 1976 diente er in der United States Marine Corps Reserve. Von 1977 bis 1981 war er als Nachfolger von Peter Collins Dorsey Bundesstaatsanwalt für den Distrikt Connecticut. Danach arbeitete er als Rechtsanwalt in der Kanzlei Cummings & Lockwood.
Von 1984 bis 1987 war Blumenthal Abgeordneter im Repräsentantenhaus von Connecticut. Von 1987 bis 1991 war er als Nachfolger von Anthony D. Truglia Senator im Senat von Connecticut; ihm folgte George Jepsen. Von 1991 bis 2010 war Blumenthal Attorney General des Bundesstaates Connecticut.
Am 2. November 2010 wurde Blumenthal als Nachfolger seines Parteifreundes, des Amtsinhabers Chris Dodd, der nicht wieder zur Wahl antrat, zum Senator im US-Senat gewählt, wobei er gegen die Republikanerin Linda McMahon gewann. Er wurde 2016 und 2022 in seinem Amt bestätigt. Seine Amtszeit endet im Januar 2029.
Blumenthal sagte 2013 nach den NSA-Enthüllungen durch Edward Snowden: „Die Offenbarungen über die Größe, das Ausmaß und die Breite diese Überwachungsmaßnahmen, die Metadaten und tiefgreifenden Handlungen, die Überwachung von Social Media Websites, waren für mich tatsächlich Offenbarungen.“
Blumenthal lebt mit seiner Familie in Stamford, Connecticut.